# Mtavari

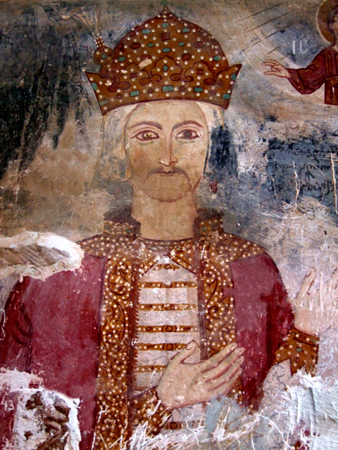
Mtavari Mamuka I Dadiani.

Mtavari (en georgiano: მთავარი, "príncipe", literalmente 'jefe', de t'avi, 'cabeza', con el prefijo del agente m-) fue un título feudal de Georgia, comúnmente traducido al español como príncipe o duque.
Los primeros ejemplos del uso de mtavari se encuentran en los textos hagiográficos georgianos que datan del siglo V. Desde los siglos XI al XIV, el título mtavari, junto con el de tavadi, fue sinónimo de eristavi, y todos se referían a uno de los nobles de clase superior, un príncipe. A lo largo de la Edad de Oro del Reino de Georgia (siglos XII-XIII), el título cambió gradualmente de una tenencia condicional a hereditaria, un proceso que se completó solo a finales del siglo XV. En el siglo XV, el término mtavari solo se aplicó a los cinco príncipes gobernantes del oeste de Georgia (Samtsje, Mingrelia, Guria, Svaneti y Abjasia), cuyos poderes autónomos fueron finalmente eliminados con su conquista por la Rusia imperial entre 1801-1805.